# Moruga doddi
Moruga doddi là một loài nhện trong họ Barychelidae. Loài này phân bố ờ Queensland.